# Stipa tortuosa
Stipa tortuosa är en gräsart som beskrevs av Étienne-Émile Desvaux. Stipa tortuosa ingår i släktet fjädergrässläktet, och familjen gräs. Inga underarter finns listade i Catalogue of Life.